# Jakob von Soest
Jakob von Soest (lat. Iacobus de Susato oder de Sweve) (* um 1360 in Schwefe bei Soest; † nach 1438 in Soest) war Dominikaner, Inquisitor und Theologieprofessor der mittelalterlichen Kölner Universität.

## Leben
Er stammte aus der in der Nähe von Soest ansässigen Ministerialenfamilie von Sweve. Er trat um 1377 in das Dominikanerkloster Soest ein. Kurze Zeit später war er Student in Minden und an der Karls-Universität Prag. Im Jahr 1394 wurde er dort Baccalaureus und 1399 Magister der Theologie. Als solcher hat er dort auch gelehrt. Er wandte sich dort in Schriften und Disputationen vor allem gegen die Hussiten. Im Jahr 1400 wurde er zum Praedicator generalis der Ordensprovinz Saxonia ernannt. Wie andere deutschsprachige Gelehrte musste er schließlich Prag verlassen. Er verließ um 1405 die Stadt und wurde Theologieprofessor in Köln. Dort amtierte er auch als Beichtvater für die Erzbischöfe Friedrich III. von Saarwerden und Dietrich II. von Moers. Im Jahr 1407 wurde er Dekan der theologischen Fakultät. Dieses Amt behielt er etwa zehn Jahre lang. Seit 1409 war er auch Inquisitor für die Kölner Kirchenprovinz. Als solcher leitete er zwei Prozesse gegen vermeintliche Häretiker. Im Jahr 1422 kehrte er nach Soest zurück und widmete sich dort der schriftstellerischen Arbeit sowie der Reform von einigen Dominikanerklöstern.

## Werk
Er hat ein sehr umfangreiches wissenschaftliches Werk hinterlassen. Erhalten sind von ihm etwa 50 Handschriften. Darunter waren zahlreiche Schriften zur Homiletik, teilweise mit enzyklopädischen Charakter. Er setzte sich auch mit der Lage der Kirche während des Abendländischen Schismas auseinander. Über die Tätigkeit der Inquisition schrieb er „de officio Inqusitionis.“ Außerdem schrieb er eine Chronik der Welt („Chronica mundi“), eine Chronik der Kirche im Erzbistum Köln („Chronicon episcoporum Coloniensium“) und eine Chronik des Dominikanerordens. Diese reichte vom Beginn der Ordensgeschichte bis in das Jahr 1415. Später wurde das Werk von anderen Dominikanern überarbeitet und weitergeführt.

## Werke (Auswahl)
- Chronicon episcoporum Coloniensium, 1420 In: Johann Suibert Seibertz (Hrsg.): Quellen der westfälischen Geschichte. Bd. 1. Arnsberg, 1857 Digitalisat